# Newtown St Boswells
Newtown St Boswells ist der Verwaltungssitz der schottischen Region Scottish Borders und liegt im Gebiet des Flusses Tweed südöstlich von Edinburgh in der traditionellen Grafschaft Roxburghshire.
Trotz seines Namens ist Newtown St Boswells eine sehr alte Ortschaft, die bereits im Jahre 1529 urkundlich erwähnt wurde. Häufig wurde der Ort auch mit den Namen Newtoune, Newtown of Eildon, Neuton und Newtown of Dryburgh bezeichnet.
Früher war Newtown St Boswells für seine zahlreichen Wassermühlen bekannt, die Getreide zu Mehl verarbeiteten. Als der Ort an das nationale Eisenbahnnetz angeschlossen wurde, wuchs er schnell zu einem regionalen Kommunikationszentrum heran, doch ließ die Bedeutung von Newtown St Boswells nach der Schließung des Bahnhofs im Jahre 1969 wieder nach. Bis 1929 setzte sich die Bevölkerung des Ortes großteils aus Bahnangestellten zusammen. Dies änderte sich, als Newtown St Boswells regionaler Verwaltungssitz wurde.
Hauptsehenswürdigkeit ist die nahegelegene Dryburgh Abbey.